# Ingrid Jacquemod
Ingrid Jacquemod, född den 23 september 1978 i Bourg Saint Maurice, är en fransk alpin skidåkare som tävlat i världscupen sedan 1996. 
Jacquemods bästa säsong i världscupen är 2009/2010 då hon slutade nia i den totala världscupen. Hon har sex gånger varit på prispallen i en världscuptävling. Den enda segern är störtloppet i Santa Caterina 2005.
Jacquemod har deltagit i tre olympiska spel och den bästa placeringen är från OS 2010 där hon slutade 10:a i super-G. Jacquemod har även varit med i sex världsmästerskap och den bästa placeringen är tredje platsen i lagtävlingen vid VM 2005.

## Världscupssegrar
| Datum          | Plats          | Gren      |
| -------------- | -------------- | --------- |
| 7 januari 2005 | Santa Caterina | Störtlopp |